# U-619 (tàu ngầm Đức)
U-619 là một tàu ngầm tấn công  Lớp Type VII thuộc phân lớp Type VIIC được Hải quân Đức Quốc Xã chế tạo trong Chiến tranh Thế giới thứ hai. Nhập biên chế năm 1942, nó chỉ thực hiện được một chuyến tuần tra duy nhất và đánh chìm được hai tàu buôn với tổng tải trọng 8.723 GRT, trước khi bị một máy bay ném bom Lockheed Hudson của Không quân Hoàng gia Anh đánh chìm trong Đại Tây Dương vào ngày 5 tháng 10, 1942.

## Thiết kế và chế tạo

### Thiết kế

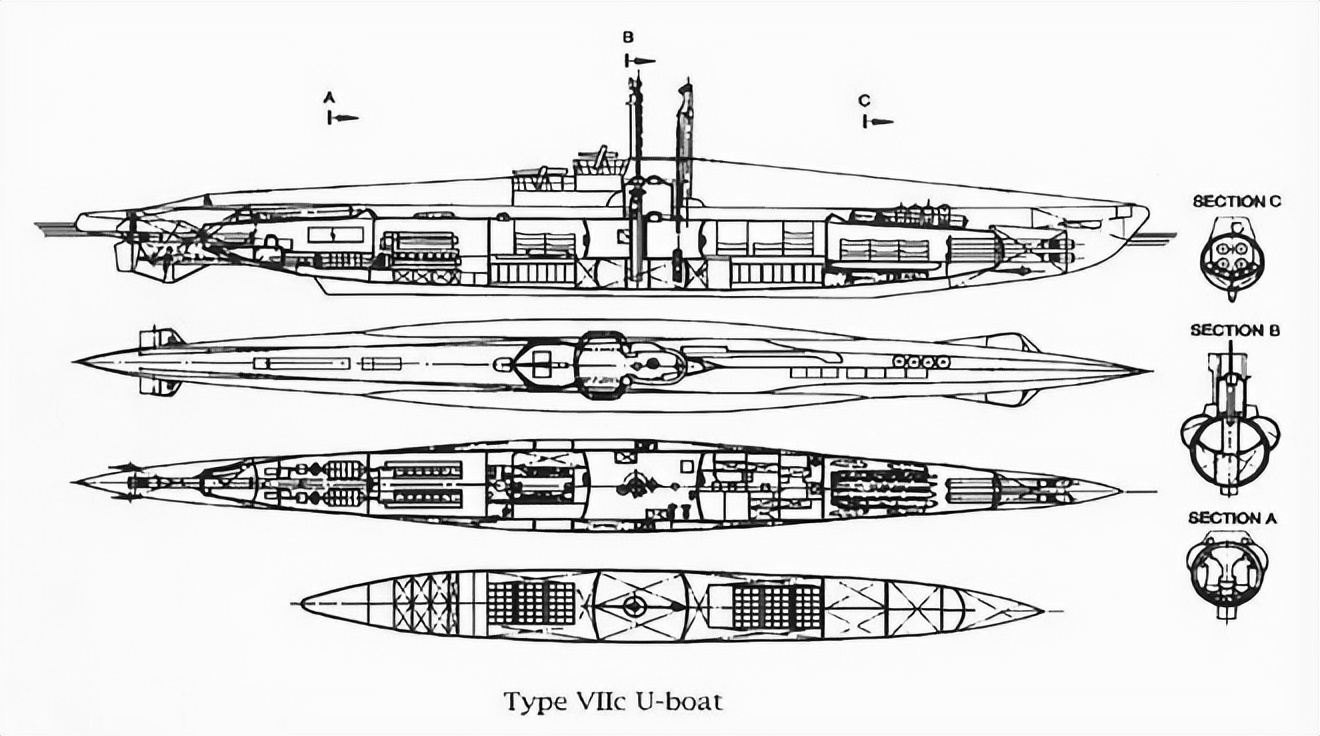
Sơ đồ các mặt cắt một tàu ngầm Type VIIC

Phân lớp VIIC của Tàu ngầm Type VII là một phiên bản VIIB được kéo dài thêm. Chúng có trọng lượng choán nước 769 t (757 tấn Anh) khi nổi và 871 t (857 tấn Anh) khi lặn). Con tàu có chiều dài chung 67,10 m (220 ft 2 in), lớp vỏ trong chịu áp lực dài 50,50 m (165 ft 8 in), mạn tàu rộng 6,20 m (20 ft 4 in), chiều cao 9,60 m (31 ft 6 in) và mớn nước 4,74 m (15 ft 7 in).
Chúng trang bị hai động cơ diesel Germaniawerft F46 siêu tăng áp 6-xy lanh 4 thì, tổng công suất 2.800–3.200 PS (2.100–2.400 kW; 2.800–3.200 bhp), dẫn động hai trục chân vịt đường kính 1,23 m (4,0 ft), cho phép đạt tốc độ tối đa 17,7 kn (32,8 km/h), và tầm hoạt động tối đa 8.500 nmi (15.700 km) khi đi tốc độ đường trường 10 kn (19 km/h). Khi đi ngầm dưới nước, chúng sử dụng hai động cơ/máy phát điện Garbe, Lahmeyer & Co. RP 137/c  tổng công suất 750 PS (550 kW; 740 shp). Tốc độ tối đa khi lặn là 7,6 kn (14,1 km/h), và tầm hoạt động 80 nmi (150 km) ở tốc độ 4 kn (7,4 km/h). Con tàu có khả năng lặn sâu đến 230 m (750 ft).
Vũ khí trang bị có năm ống phóng ngư lôi 53,3 cm (21 in), bao gồm bốn ống trước mũi và một ống phía đuôi, và mang theo tổng cộng 14 quả ngư lôi, hoặc tối đa 22 quả thủy lôi TMA, hoặc 33 quả TMB. Tàu ngầm Type VIIC bố trí một hải pháo 8,8 cm SK C/35 cùng một pháo phòng không 2 cm (0,79 in) trên boong tàu. Thủy thủ đoàn bao gồm 4 sĩ quan và 40-56 thủy thủ.

### Chế tạo
U-619 được đặt hàng vào ngày 15 tháng 8, 1940, và được đặt lườn tại xưởng tàu của hãng Blohm & Voss ở Hamburg vào ngày 19 tháng 6, 1941. Nó được hạ thủy vào ngày 9 tháng 3, 1942, và nhập biên chế cùng Hải quân Đức Quốc Xã vào ngày 23 tháng 4, 1942 dưới quyền chỉ huy của Hạm trưởng, Trung úy Hải quân Kurt Makowski.

## Lịch sử hoạt động
Sau khi hoàn tất việc huấn luyện trong thành phần Chi hạm đội U-boat 5, U-619 được điều sang Chi hạm đội U-boat 3 từ ngày 1 tháng 10, 1942 để hoạt động trên tuyến đầu cho đến khi bị mất.
U-619 khởi hành từ cảng Kiel, Đức vào ngày 10 tháng 9, 1942 cho chuyến tuần tra duy nhất trong chiến tranh. Nó tiến ra Bắc Hải, rồi băng qua khe GI-UK giữa Iceland và quần đảo Faroe để vòng qua quần đảo Anh và hoạt động tại vùng biển Bắc Đại Tây Dương về phía Tây Ireland (Khu vực Tiếp cận phía Tây).
Vào ngày 24 tháng 9, nó tấn công bằng ngư lôi và hải pháo để đánh chìm chiếc tàu Liberty Hoa Kỳ John Winthrop 7.176 GRT, vốn bị tách rời khỏi Đoàn tàu ON-131. Chỉ hai ngày sau đó, 26 tháng 9, nó tiếp tục tấn công Đoàn tàu RB-1 và đánh chìm thêm chiếc tàu buôn Anh Yorktown 1.547 GRT ở vị trí khoảng 550 nmi (1.020 km) về phía Tây đảo Lewis, Scotland.
Đến ngày 5 tháng 10, U-619 bị một máy bay ném bom Lockheed Hudson thuộc Liên đội 269 Không quân Hoàng gia Anh thả mìn sâu đánh chìm trong Đại Tây Dương về phía Tây Nam Iceland, tại tọa độ 58°41′B 22°58′T / 58,683°B 22,967°T. Toàn bộ 44 thành viên thủy thủ đoàn của U-619 đều đã tử trận.

### "Bầy sói" tham gia
U-611 từng tham gia hai bầy sói:
- Blitz (22 – 26 tháng 9, 1942)
- Luchs (27 tháng 9 – 5 tháng 10, 1942)

### Tóm tắt chiến công
U-619 đã đánh chìm được hai tàu buôn tổng tải trọng 8.723 GRT:
| Ngày             | Tên tàu       | Quốc tịch      | Tải trọng | Số phận      |
| ---------------- | ------------- | -------------- | --------- | ------------ |
| 24 tháng 9, 1942 | John Winthrop | United States  | 7.176     | Bị đánh chìm |
| 26 tháng 9, 1942 | Yorktown      | United Kingdom | 1.547     | Bị đánh chìm |